# Lucie Sauvé
Lucie Sauvé, née le 24 janvier 1946 à Montréal (Québec), est une professeure et chercheuse québécoise reconnue internationalement comme l’une des pionnières de l’éducation relative à l’environnement (ERE). Elle a contribué à structurer le champ théorique et pratique de l’éducation relative à l’environnement et a inspiré la recherche et la formation au Québec, en Francophonie et en Amérique latine. Elle est aussi une citoyenne activement engagée dans plusieurs causes environnementales au Québec. 

## Biographie

### Les débuts comme enseignante
Lucie Sauvé commence sa carrière professionnelle en enseignant l’histoire, la géographie et le latin au secondaire avec le souci « d'enseigner ces disciplines dans un contexte d'apprentissage ayant une signification pour les jeunes ». Elle s’implique pendant plusieurs années dans la production de matériels pédagogiques destinés aux jeunes, au grand public et aux enseignants. Entre autres, elle réalise en co-création un manuel en écologie pour la 1re secondaire. Pour mieux développer des projets avec ses élèves, elle se forme au théâtre (1974-75) et met en œuvre une pédagogie novatrice. C’est avec l’intention de mieux structurer ses apprentissages en pédagogie et en environnement qu’elle s’engage dans des études de maîtrise en sciences de l’environnement à l’Université du Québec à Montréal (1984-1987, UQAM).

### Carrière universitaire

#### Professeure à l’Université du Québec à Trois-Rivières (1991-1993)
Lucie Sauvé est d'abord enseignante-chercheuse à l’Université du Québec à Trois-Rivières en 1991. Elle soutient, en 1992, une thèse de doctorat en éducation à l’UQAM. « Éléments d’une théorie du design pédagogique en éducation relative à l’environnement » est la première thèse francophone portant spécifiquement sur l’éducation relative à l’environnement. 

#### Professeure à l’Université du Québec à Montréal (1993-2020)
En 1993, elle devient professeure au département d’éducation et pédagogie, puis au département de didactique de la Faculté des sciences de l’éducation à l'Université du Québec à Montréal (UQAM), une fonction qu’elle occupera à titre de professeure titulaire de 2000 à 2020. De 1993 à 2020, elle est également membre régulière de l’Institut des sciences de l’environnement et de l’Institut santé et société de l’UQAM ainsi que chercheuse associée au Réseau de recherche et de connaissances relatives aux peuples autochtones, Dialog[réf. nécessaire].
En 1996, en collaboration avec Armel Boutard du département de physique, elle créé le « programme court de deuxième cycle en éducation relative à l’environnement », un programme offert également à distance à partir de 2003 au sein de la Francophonie. Il s’agissait du premier programme court mais aussi du premier programme de formation à distance offert par l’UQAM. Sa mise à distance a été rendue possible grâce à une subvention du fonds francophone des inforoutes de l’Organisation Internationale de la Francophonie (OIF) qui a associé l’UQAM à quatre universités en Belgique, en France, en Haïti et au Mali.
En 1997, Lucie Sauvé créé, avec le professeur Louis Goffin de la Fondation universitaire luxembourgeoise, la revue : Éducation relative à l’environnement, Regards, Recherches, Réflexions. Depuis 2005, elle en a assumé seule la direction. Il s’agit de l’unique revue francophone de recherche en ERE. Cette revue a initialement bénéficié d’un partenariat entre l’Institut des sciences de l'environnement de l'UQAM, la Fondation universitaire luxembourgeoise (Belgique), l’Institut de formation et de recherche en éducation à l’environnement (Ifrée, France) et l'Institut du Sahel (Mali). Elle fait maintenant l’objet d’un partenariat international entre le Centr’ERE de l’UQAM, l’Ifrée (France) et le Laboratoire d'éco-pédagogie - Écotopie (Belgique). Cette publication est considérée comme une revue internationale « exigeante » selon les critères du Centre National de Recherche Scientifique (CNRS, France).
De 2001 à 2011, Lucie Sauvé est titulaire de la chaire de recherche du Canada en éducation relative à l’environnement, rattachée à la Faculté des sciences de l’éducation de l’UQAM. Pendant ces dix années, la chaire est le creuset d’un important travail d’équipe avec divers collègues et étudiants. Leurs activités associent la recherche, la formation et l'action sociale pour contribuer au développement d'une écosociété favorisant le partage, la discussion et la construction de savoirs valides et pertinents. Ces travaux ont un important effet structurant sur le champ de l’éducation relative à l’environnement à l’UQAM et au Québec, ainsi qu’un large rayonnement à l’international .
En 2001, un centre de ressources pédagogiques en éducation relative à l’environnement est également mis en place pour répondre aux besoins de ressources documentaires, d’informations, d’expertise-conseil ou de formation des différents intervenants qui souhaitent développer des projets en éducation relative à l’environnement dans leur milieu de pratique. Ce centre de documentation est appelé depuis 2014 l’espace ressources du Centr’ERE. Il produit et diffuse des ressources en français, anglais, espagnol et portugais.
En 2011, la chaire de recherche en éducation relative à l’environnement arrive au terme de son mandat. Cette structure est remplacée en 2012 par le centre de recherche en éducation et formation relatives à l’environnement et à l’écocitoyenneté, le Centr’ERE de l’UQAM. Lucie Sauvé en est la directrice. Le Centr’ERE est une unité de recherche interdisciplinaire, interuniversitaire, internationale et partenariale. Ce centre, qui se veut « une structure inclusive et pérenne », regroupe en effet une équipe internationale de chercheurs universitaires mais aussi plusieurs organisations formelles et de la société civile ayant une mission éducative en matière d’environnement. Il promeut « une approche participative autour des questions socio-écologiques et entend participer au développement d’une citoyenneté informée, critique, créative et engagée au regard des questions du vivre ici ensemble »,,. En 2021, le Centr’ERE réunit 55 chercheurs et de nombreux étudiants provenant de 22 institutions universitaires au Québec, au Canada et au sein de la Francophonie. Il regroupe également 20 organismes partenaires (centres de services scolaires, syndicat enseignant, associations, ONG, média et autres) ayant une mission éducative en matière d’environnement et d’écocitoyenneté.
En lien avec son activité à l’UQAM, Lucie Sauvé dirige de 1993 à 2014 deux projets de coopération internationale interuniversitaire en recherche et formation qui associent l’UQAM à des universités amazoniennes : les programmes EDAMAZ - Éducation relative à l’environnement en Amazonie (1996-2001) et ECOMINGA - Écodéveloppement communautaire et santé environnementale en Bolivie (2007-2014),. Ce dernier projet porte sur des questions de sécurité et de souveraineté alimentaire, d’accès à l’eau potable, d’équité socio-écologique et d’engagement communautaire. À travers ces projets, elle développe de nombreuses collaborations, élargit son champ de recherche et enrichit sa compréhension des réalités vécues par les populations de ces régions.
À titre de représentante du syndicat des professeurs de l’UQAM (SPUQ) au comité institutionnel de mise en œuvre de la politique environnementale de l’UQAM (CIME), Lucie Sauvé a également initié et animé de 2017 à 2019, les travaux de production de la nouvelle politique en matière d’écoresponsabilité de l’UQAM, visant les trois missions universitaires : la recherche, la formation et l’engagement au sein de la société.
Officiellement retraitée de l’UQAM depuis septembre 2020, Lucie Sauvé continue ses activités d’enseignement et de recherche, au Québec et à l’international, comme professeure émérite au département de didactique et à l’Institut des sciences de l’environnement de l’UQAM. Elle demeure la responsable de l’axe de recherche « politiques publiques en éducation relative à l’environnement » du Centr’ERE et divers travaux de recherche associés à cette thématique sont en cours.  Elle continue aussi de diriger la revue Éducation relative à l’environnement.

## Publications
Depuis 1993, Lucie Sauvé a publié 273 productions de recherche soit : 4 volumes, 23 directions de publication, 60 publications dans des ouvrages collectifs, 15 préfaces et postface ; 83 articles dans des revues arbitrées ; 116 autres publications dont une majorité sur invitation et plus de 60 productions pédagogiques. « Ses travaux dans le domaine de l’éducation relative à l’environnement sont depuis des années source d’inspiration et d’enrichissement aux quatre coins de la planète ». Elle a notamment rédigé l’article sur l’éducation relative à l’environnement du Dictionnaire de la pensée écologiste, publié en 2015 par Dominique Bourg et Alain Papaux.
Liste partielle de ses publications :

### Livres
- 1997 : Pour une éducation relative à l’environnement - Éléments de design pédagogique, Guide de développement professionnel à l’intention des éducateurs. Montréal : Guérin - Eska, 2e édition, 361 p.
- 2001 : Lucie Sauvé, Isabel Orellana, Sarah Qualman, Sonia Dubé. Préface de Pierre Dansereau. Éducation relative à l’environnement. École et communauté : Une relation constructive. Montréal : Hurtubise HMH, 175 p.  (ISBN 2-89428-555-8)
- 2001 : Éducation et environnement à l’école secondaire. Montréal : Logiques, 311 p.
- 2002 : Lucie Sauvé, Isabel Orellana, Michèle Sato. Sujets choisis en éducation relative à l’environnement – D’une Amérique à l’autre. Montréal : Les Publications ERE-UQAM, Chaire de recherche du Canada en éducation relative à l’environnement, tomes 1 et 2, 380 p.  (ISBN 2-89276-213-8).
- 2007 : Denise Proulx, Lucie Sauvé. Porcheries ! La porciculture intempestive au Québec. Montréal : Éditions Écosociété. 355 p.  (ISBN 978-2923165325)
- 2011 : Barbara Bader, Lucie Sauvé. Éducation, environnement et développement durable : Vers une écocitoyenneté critique. Québec : Les Presses de l’Université Laval – Collection L’espace public. 346 p.
- 2013 : Lucie Sauvé, Nayla Naoufal, Eva Auzou. Pour une éco-alimentation – Dix belles histoires. Québec : Les Presses de l’Université du Québec, 214 p.
- 2017 : Lucie Sauvé, Isabel Orellana, Carine Villemagne, Barbara Bader. Éducation,  Environnement, Écocitoyenneté – Repères contemporains. Sainte-Foy : PUQ, 214 p.  (ISBN 978-2-7605-4668-4)

### Direction de numéros thématiques
- 1998 : Yves Lenoir, Lucie Sauvé. Interdisciplinarité et formation à l’enseignement primaire et secondaire, Numéro thématique de la Revue des sciences de l’éducation, XXlV(1), printemps 1998. DOI 10.7202/031959ar
- 1999 : Louis Goffin, Lucie Sauvé. Bilan, enjeux et perspectives de la recherche en éducation relative à l’environnement. Éducation relative à l’environnement – Regards, Recherches, Réflexions, 1, Printemps 1999. 272p.  (ISSN 1373-9689).
- 2000 : (en) Ann Jarnet, Bob Jickling, Lucie Sauvé, Arjen Wals, Priscilla Clarkin. The Future of Environmental Education in a Postmodern World?. Whitehorse : Yukon College, 244 p.  (ISBN 0-9694150-2-8).
- 2003 : Lucie Sauvé, Renée Brunelle. Environnements, cultures et développements. Numéro thématique de la revue Éducation relative à l’environnement – Regards, Recherches, Réflexions, 4, 378 p.  (ISBN 2-89276-271-5).  (ISSN 1373-9689).
- 2005 : Lucie Sauvé, Isabel Orellana, Étienne Van Steenberghe. Éducation et Environnement - Un croisement de savoirs. Montréal : Les Cahiers scientifiques de l’Acfas, 104, 347 p.  (ISBN 2-89245-129-9).
- 2008 : Yves Girault, Lucie Sauvé. L’éducation à l’environnement ou au développement durable : Quels enjeux pour l’éducation scientifique ? No spécial de la revue Aster (Institut national de recherche pédagogique, France), 46, 244 p.
- 2008 : Lucie Sauvé, Isabel Orellana. La dimension critique de l’éducation relative à l’environnement. Éducation relative à l’environnement – Regards, Recherches, Réflexions, 7, 323 p.
- 2009 : Vivre ensemble, sur Terre. Numéro thématique. Éducation et Francophonie. Revue de l’Association Canadienne d’éducation de langue française, 37(2), Automne 2009, 222 p.
- 2009 : Pascale Houenou, Lucie Sauvé. Énergie, Santé, Environnement, Éducation relative à l’environnement. Liaison Énergie Francophonie, Revue de l’Institut de l’énergie et de l’environnement de la Francophonie, 8, 79 p.
- 2011 : Lucie Sauvé, Laurence Brière. La dimension politique de l’éducation relative à l’environnement.  Éducation relative à l’environnement – Regards, Recherches, Réflexions, 9, 355 p.
- 2014 : Lucie Sauvé, Yves Girault. Les enjeux éthiques des politiques publiques en matière d’environnement. Numéro thématique. Revue Éthique publique, Volume 16, no 1. 268 pages.
- 2015 : Lucie Sauvé, Étienne Van Steenberghe. Identités et engagements – Enjeux pour l’éducation relative à l’environnement. Éducation relative à l’environnement – Regards, Recherches, Réflexions. Vol 12, 283 p.
- 2019 : Vincent Bouchard-Valentine, Lucie Sauvé. Arts et Éducation relative à l’environnement. Éducation relative à l’environnement – Regards-Recherches-Réflexions. Vol. 14(1).

### Chapitres de livres et articles
- 2019 : De l’interdisciplinarité à la transversalité : Pour un projet politico-pédagogique, résolument  écologique. In Frédéric Darbellay, Zoé Moody, Maude Louviot. L’interdisciplinarité à l’école – Succès, Résistance, diversité, Genève : Éditions Alphil Presses Universitaires Suisse, p. 69-88.
- 2017: Educación Ambiental y Ecociudadanía: un proyecto ontogénico y político. REMEA. Revista electrónica di maestrado em educaçao ambiental. Edição especial: XVI Encontro Paranaense de Educação Ambiental (EPEA). p. 261-278.
- 2017 : Lucie Sauvé, Hugue Asselin. En réponse à l’instrumentalisation de l’école comme antichambre du « marché du travail » : une proposition d’éducation à l’écocitoyenneté. Teoría de la educación. Revista interuniversitaria. Interuniversity Journal of Theory of Education. Vol. 29 (1). 227-244.
- 2013 : Au cœur des questions socio-écologiques : des savoirs à construire, des compétences à développer. In Barbara Bader, Alain Legardez, Angela Barthes, Lucie Sauvé. Rapport aux savoirs, éducation relative à l’environnement et au développement durable. Éducation relative à l’environnement – Regards, Recherches, Réflexions, Vol. 11, p. 19-40.

## Conférences
Au fil des années, Lucie Sauvé a présenté plus de 370 conférences, ouvertures d’événements ou plénières dont de très nombreuses à l’international. Elle a également organisé ou co-organisé plus d’une centaine d’événements scientifiques dont les quatre événements majeurs suivants :
- 2009	5e Congrès mondial d’éducation relative à l’environnement (Palais des congrès de Montréal) : 2 200 participants de 106 pays[14].
- 2017	Planèt’ERE – Organisation francophone internationale d’éducation relative à l’environnement (UQAM, Montréal) : 800 participants[15].
- 2019	Colloque international sur l’éducation au changement climatique (UQAM, Montréal)[16]

## Engagement socio-scientifique
Depuis 2003, Lucie Sauvé participe à divers débats publics en matière d’environnement et maintient une présence dans les médias. Elle a été reconnue comme l’une des 100 femmes les plus engagées en matière de préservation de l’environnement. Ses nombreuses entrevues pour Radio-Canada, Le Devoir, La Presse, des médias internationaux, etc. portent principalement sur l’éducation, l’énergie et les enjeux liés à l’alimentation.

### Collectif scientifique sur la question du gaz de schiste et les enjeux énergétiques au Québec
En 2011, Lucie Sauvé a initié et coordonne depuis ce temps le collectif scientifique sur la question du gaz de schiste et les enjeux énergétiques au Québec qui regroupe plus de 130 scientifiques de différents champs disciplinaires, rattachés (en poste actuel ou retraités) à une institution d'enseignement supérieur ou à une structure de recherche indépendante de l'industrie gazière et pétrolière,,,,,,,,,,. Le collectif a été reconnu comme l’un des 50 projets qui ont « transformé la société québécoise » dans le cadre des célébrations des 50 ans de l’UQAM.

### Stratégie québécoise d’éducation en matière d’éducation en matière d’environnement et d’écocitoyenneté
Lucie Sauvé a aussi été l’initiatrice et la co-rédactrice de la stratégie québécoise d’éducation en matière d’environnement et d’écocitoyenneté, produite en partenariat avec 57 organisations de la société éducative au Québec,,,,. Ce document d’orientation, lancé à la bibliothèque du Parlement du Québec en juin 2019, vise les décideurs des milieux de l’éducation et de l’environnement. 

## Distinctions
Lucie Sauvé a reçu, outre un doctorat honorifique, plusieurs prix de reconnaissance pour ses travaux sur l’éducation relative à l’environnement et son apport, dont :
- 2000	Prix d’excellence pour l’internationalisation par l’action communautaire de l’Association des universités et collèges du Canada (AUCC) pour le projet EDAMAZ, Éducation relative à l’environnement en Amazonie (1996-2001) ;
- 2000	Mention de reconnaissance et d’appui du Parlement Amazonien – Résolution spéciale de la 3e assemblée extraordinaire[37] ;
- 2002	Prix de l’Agence canadienne de développement international (ACDI) pour les meilleurs projets de coopération réalisés par les universités et collèges canadiens : Projet EDAMAZ, Éducation relative à l’environnement en Amazonie (1996-2001) ;
- 2007	Prix canadien de l’environnement (dans la catégorie action communautaire - éducation relative à l’environnement), décerné par le Canadian Geographic Magazine[38] ;
- 2008	Trophée Agora décerné à titre de coprésidente du 5e Congrès mondial d’éducation relative à l’environnement et Ambassadrice du Palais des congrès de Montréal[39] ;
- 2009	Prix Reconnaissance de l’Association des doyens et directeurs pour l'enseignement et la recherche en éducation du Québec (ADÉREQ) ;
- 2015	Doctorat Honoris Causa de l’Université de Veracruz (Mexique) en reconnaissance de l’ensemble de ses travaux et de son engagement de plus de 20 ans en Amérique latine[9];
- 2016	Prix carrière en recherche décerné par la Faculté des sciences de l’éducation de l’UQAM[40] ;
- 2017	Mention d'honneur de l'Assemblée législative de l'État du Paraná (Brésil) et Mention d'honneur du secteur de l'éducation de l’Université fédérale du Paraná (Brésil) en reconnaissance du rayonnement de ses travaux en Amérique latine
- 2020	Hommage de l'EECOM pour ses contributions à l’éducation relative à l’environnement et à la viabilité[41]
- 2024	 Lauréate du Prix Acfas Pierre-Dansereau[42].